# Zak McKracken and the Alien Mindbenders

Az FM Towns, PC SCUMM v2 és a PC SCUMM v1 verzió címképernyője

A Zak McKracken and the Alien Mindbenders, magyarul Zak McKracken és az Idegen Agyferdítők, mely egy grafikus kalandjáték, először 1988-ban adta ki, a Lucasfilm Games (ma LucasArts néven ismert). A Maniac Mansion után ez volt a második játék, mely Ron Gilbert által készített SCUMM (Script Utility for Maniac Mansion) motort használta. A tervezetet David Fox vezette és Matthew Alan Kane volt a segédtervező és segédprogramozó.
Először 1988-ban PC DOS-ra EGA grafikával - ez a változat a SCUMM motor első változatát használta - és kicsivel később Commodore 64-re is kiadták  (ezeknek a grafikája majdnem teljesen megegyező, csak a színkészletük más), majd ugyanabban az évben megjelent PC DOS-ra a feljavított grafikájú változat - ez a SCUMM motor második változatát használta - is, mely grafikailag tovább lett fejlesztve, és ennek a grafikája szinte teljesen megegyezik az Amiga és Atari változatokéival, hisz ezeknek is csak a színkészletük más.
1989-ben jelent meg Amigára, Atari ST-re.
1991-ben a játék utolsó változatának kiadása a Japán FM Towns számítógép rendszerre történt a Fujitsu gondozásában. Ennek az eredeti verzión alapuló újrarajzolt 256 színű grafikája van (mely a PC VGA grafikával megegyező minőségű) és jó minőségű digitális zenéket tartalmazott.

## Cselekmény
A történet 1997-ben játszódik, ez 10 évvel a játék készítésének időpontja után van. A játék jövőjében minden tranzakció bankkártyával (név szerint CashCard a tárgyak listájában) és TV-ken keresztül történik, melyek méretükben megegyeznek a mai nagy házimozi rendszerekkel és nagy infravörös szenzorral rendelkeznek, a Digital Audio Tape még mindig a zenei anyag hordozója.
A játék cselekménye által nyomon követhetjük Zak (teljes néven Francis Zachary McKracken), aki a ‘National Inquisitor’ bulvárlap írója; Annie Larris, aki egy szabadúszó tudós (freelance scientist); Melissa China és Leslie Bennett a Yale Egyetem hallgatóinak a kalandjait. Ők négyen megpróbálják megakadályozni az aljas Caponokat (akik már beszivárogtak a társadalmunkba egy telefontársaságnak álcázva magukat) attól, hogy lassan csökkentsék minden Földlakónak az intelligenciáját a telefon búgóhangjával.
Szerencsére egy másik idegen faj, a Skolarok, egy védelmi szerkezetet hagyott hátra, hogy visszaverje a Caponokat, melynek a részeit össze kell gyűjteni, és a szerkezetet el kell indítani. Sajnos ezek az alkatrészek szanaszét vannak a Földön és a Marson.
A játékot sok népszerű elmélet ihlette, mint például ókori idegen űrhajósok és titokzatos civilizációk. A sok színhely, ahova a játék elvezet, komoly irodalmi háttérrel rendelkezik, úgymint Egyiptom és Mexikó piramisai, Lima, Stonehenge, Atlantisz, egy Cadillac-formájú űrhajó, amelyen Elvis található (aki valójában egy idegen), és végül az arc a Marson (Face on Mars). Az általános New Age érzés nagyon egyértelművé válik, amikor a játékos találkozik a guruval és egy sámánnal, akik titkos módon mindent tudnak, így egy reptéren élő csavargó Hare Krisna hívővé válását is elősegítik. Ez nem véletlen, hisz David Fox, főtervező és programozó egy komoly játékot akart készíteni, és amíg a játékprogramot készítették pár napot töltött David Spanglerrel a hírneves újkor-íróval. Végül Ron Gilbert meggyőzte Foxot, hogy a játékot inkább humorossá tegyék.

## Küzdelem a kalózkodással
A Zak McKracken program egy összetett védelmi kódrendszert kapott a kalózkodás elleni célból. Amikor Zak-nek vagy Annie-nek el kell hagynia az Egyesült Államokat, hogy egy másik országba utazzon, akkor egy úgynevezett „Visa code”, tehát vízum kód szükséges ehhez a repülőtéren. Ez a vízum kód abból áll, hogy négy különböző ábrának a képét kell beütni egy olyan billentyűzet segítségével, melynek a billentyűi a különböző ábrákat tartalmazzák. Ezek a kódok a játék egyik könyvecskéjében találhatóak. A program kéri, például: Section 5, C16 kódot, és ez alapján azt a négy ábrából álló kódot kell beütni, ami az 5-ös Section (fejezet) C oszlop 16. sorában szerepel a könyvben. Ha beütéskor az ábrák nem a megfelelőek voltak, akkor még egy pár alkalommal próbálkozhatunk, de az 5. hibás beütés után Zak McKracken a kalózbörtönbe kerül és a játék véget ér miután elhangzik a kalózkodás veszélyeire utaló tömör és agresszív „Remélem, MEGROHADSZ ott!” kijelentése a rendőrnek. Nagyon különös, hogy ez a jelenet nem szerepel az újra kiadott változatokban.

## Tréfák és utalások
- A Maniac Mansion-ben a vörös hering láncfűrész található, de üzemanyag nélkül; a Zak-ben, a láncfűrész üzemanyaga található meg, de a láncfűrész nem.

- A Maniac Mansion továbbfejlesztett PC-s változatában a Zöld Csáp (Green Tentacle) zenei bemutatkozó kazettája a Zak McKracken főcímdal módosított változatát tartalmazza.

- Lou's Loans San Francisco-i kereskedésében egy poszter reklámozza a Maniac Mansion-t. Ez a poszter megtalálható a játék FM Towns verziójában, de emellett egy másik poszter is található az Indiana Jones and the Last Crusade: The Graphic Adventure játékról az idegenek rejtekhelyén.

- A Marson található Friendly Hostelben (Barátságos Menedékház) és Nepál fővárosában Katmanduban a rendőrségi irodában körözési képek találhatók a Lila Meteorról Purple Meteor, ami a Maniac Mansion című játékban szerepel.

- Razor and the Scummettes, a Maniac Mansion-ben szereplő Razor nevű karakter együttese és az Inda Glop Oda Krell daluk található a Digital Audio Tape-en (amíg le nem törlik ezt).

- Végül még Furcsa Ed (Weird Ed) a Maniac Mansion-ből is üzenetet fog hagyni az üzenetrögzítőn Sandyre és Edselre vonatkozó  utalásokkal.

- A játékban szereplő három lány a programozók feleségeiről és barátnőiről lettek elnevezve. Például, Annie Larris David Fox feleségének volt a leánykori neve, és külalakja is hozzá hasonló. Hasonlóan a tesztjátékos Leslie Edwardshoz (Leslie Bennett néven található a játékban), aki Matthew Alan Kane barátnője volt a játék készítése idején.

- Minden alkalommal, amikor Leslie leveszi a sisakját, megváltozik hajának a színe. Ez a tréfa a valódi Leslie Edwardsra utal.

- Az alakzatok közül kettő, melyeket a sárga krétával lehet elkészíteni, David Fox nevének a kezdőbetűi.

- Zaire légúti célként szerepel, de valójában megszűnt 1997. május 17-én.

- Az 'erő szavai' (Gnik Sisi Vle), ami a Stonehenge-nél rendbe hozza a sárga kristályt, visszafelé olvasva 'Elvis is king' ('Elvis a király').

- Zak telefonszámlája a játék kezdetekor $1138, ez George Lucas THX-1138 című filmjére utal. Melissa hitelkártyájának is $1138 az egyenlege (amíg el nem költöd a villamoson használható zsetonokra).

- Amikor Zak vagy Annie megnézi a Telefontársaság irodájában található telefont, akkor megtalálják a ennek a készüléknek a telefonszámát. Ha felhívod ezt a számot, az irodában tartózkodó alkalmazott megy oda a telefonhoz és azt kérdezi, hogy „Edna megint te vagy az?” (ez egy utalás arra, amikor Ednát hívogatod fel a Maniac Mansion-ben).

- Az 1955-ben mozikba került This Island Earth tudományos-fantasztikus filmre több utalás is van a játékban. Például a nagy fejű idegenek, akik embereknek álcázzák magukat; csillagközi kommunikációk videóképernyőkön keresztül; és egy levegőben lévő repülőgép behúzása egy repülőcsészealjba.

## A rajongói folytatások
A hivatalos folytatás hiányában (melynek az esélye nagyon kicsi), számos Zak McKracken-rajongó kezdte el a saját folytatását tervezni. Az első befejezett verzió a LucasFan Games társaság által készített The New Adventures of Zak McKracken volt és ez szintén a Japán FM Towns 256 színű változatából épül és tartalmaz pár eredeti helyszínt is, de más háttereket is tartalmaz, mint például a King of Fighters-ből. Az eredeti kiadás rossz hírű volt a némileg perverz befejezése miatt. Azonban a végét hamarosan megváltoztatták. Ez a folytatás nagyon rövid és érzékelhetően korlátozott összehasonlítva másik két beígért rajongói folytatással; Zak McKracken Between Time And Space melynek kiadását a 2005-ös év végére tervezték, és a Zak McKracken and the Alien Rockstars, melynek kiadását 2007-re ígérték. Egy folytatás, név szerint a Zak McKracken and the Lonely Sea Monster, melyet 2007. július 1-re ütemeztek be és a program a C64-es és az eredet PC-s változat kinézetét kapta. Több rajongói folytatást is bejelentettek, de ezek voltak a legnagyobbak.

## Zak McKracken zene
A Zak McKracken zene eredetileg Matthew Alan Kane által lett komponálva és ez egy kedvelt zene a re-mixekhez és az új bemutatásokhoz is. Az előadók között, akik feldolgozták az eredetit, megtalálható The Dead Guys, Puffy64, DJ Lizard, Razor and the Scumettes és a német Glückswald együttes is.

## Lásd még
- LucasArts kalandjátékok
- SCUMM
- ScummVM
- Ron Gilbert
- David Fox

## Külső hivatkozások
- A Zak McKracken archívum Archiválva 2007. augusztus 22-i dátummal a Wayback Machine-ben
- Zak McKracken C-64 zene a High Voltage SID Collectionből
- Zak's theme
- Zak McKracken Between Time And Space
- Some Zak McKracken theme remix
- Végigjátszás
- Magyarítás az FM-Towns változathoz Archiválva 2014. október 23-i dátummal a Wayback Machine-ben